# Государственный музыкально-драматический институт имени Н. В. Лысенко
Государственный музыкально-драматический институт имени Н. В. Лысенко — художественное высшее учебное заведение в Киеве, существовало с 1918 года по 1934 год. Было сформировано на базе Музыкально-драматической школы Николая Лысенко.
В 1934 году институт был разделен на самостоятельные вузы: Киевскую консерваторию имени П. И. Чайковского и Киевский институт театрального искусства имени Ивана Карпенко-Карого.

## История
Идея преобразования Музыкально-драматической школы им. М. Лысенко в высшую школу обсуждалась во времена Центральной рады 1917 года, однако представление, подписанное директором этой школы Марьяной Лысенко, рассматривалось только в 1918 году уже во времена Украинской державы.
Тогда Главное управление искусств и национальной культуры Министерства образования Украинской державы подготовило законопроект «О преобразовании Музыкально-драматической школы имени Н. Лысенко в Высший музыкально-драматический институт имени Н. Лысенко с программой и правами консерватории», который был утвержден 2 сентября 1918 года за № 180 Головноуправляющим делами искусств и национальной культуры Петром Дорошенко.
Среди основателей вуза и его первых преподавателей были известные деятели культуры: композиторы — В. Косенко, К. Стеценко, М. Леонтович, П. Козицкий, Д. Ревуцкий; пианисты — Г. Нейгауз, Г. Беклемишев; преподаватели пения — А. Муравьева, М. Микиша; хореограф и композитор В. Горец; режиссеры и актеры — И. Марьяненко, Л. Курбас, А. Загаров, И. Стадник, М. Старицкая.
17 января 1919 года Совет Министров восстановленной УНР выдал постановление об ассигновании в распоряжение Министерства народного просвещения 72 тысяч рублей на единовременную субсидию Высшем музыкально-драматическом институту имени Н. Лысенко на второе полугодие 1918—1919 учебного года, однако достоверной информации о получением этих денег вузом — нет.
После прихода советской власти Комиссариат охраны культурно-образовательных учреждений и организаций в феврале-марте 1919 года, приняв делегацию института, удовлетворил ее просьбу о предоставлении вузу лучшего помещения: институт переехал с улицы Большой Подвальной 15 на улицу Большую Владимирскую 45.
На время деникинской нашествия деятельность вуза была остановлена и только в 1922 году Народный Комиссариат просвещения УССР помог вузу определенными ассигнованиями. Тогда же институт переехал в лучшее помещение на улице Крещатик 52.
Вуз имел четыре факультета: педагогический (с отделом профессионального образования и музыкального воспитания), дирижёрский (хоровое и симфонический отделы, также отдел теории и композиции), драматический (с режиссерским отделом) и рабфак.
В 1925 году в состав института вошли все (кроме исполнительских) факультеты Киевской консерватории (которая была реорганизована в музыкальный техникум), в 1928 году присоединились и исполнительские факультеты. Институт готовил художников-исполнителей, педагогов и руководителей профессиональных и любительских художественных коллективов.
В 1934 году институт был разделен на самостоятельные вузы: Киевскую консерваторию имени П. И. Чайковского и Киевский институт театрального искусства имени Ивана Карпенко-Карого.

## Ректоры
- 1919—1920 — Блуменфельд Феликс Михайлович
- 1920—1924 — Буцкий Анатолий Константинович
- 1924—1928 — Гринченко Николай Алексеевич
- 1928—1932 — Романюк Семен Николаевич
- 1932—1934 — Тишкевич-Азважинский, Семён Петрович